# Jacques Bouquet
Pour les articles homonymes, voir Bouquet.
Pas d'image ? Cliquez ici

a Compétitions nationales et continentales officielles uniquement.

b Matchs officiels uniquement.
Jacques "Jacky" Bouquet est un joueur de rugby à XV français, né le 3 juin 1933 à Tullins et décédé le 26 octobre 2009 à Jardin, trois-quarts centre ou demi d'ouverture du CS Vienne, de 1,75 m pour 80 kg.

## Biographie
Il fut formé à l'US Romans Péage (Romans-sur-Isère), où joua son père, futur dirigeant.
Il débuta en équipe de France (2 premiers matchs) alors qu'il jouait encore en Deuxième division, au CS Bourgoin-Jallieu. Sa meilleure saison fut 1959 - 1960.
Il rejoint le CS Vienne en 1955, il remporta son seul titre au CS Bourgoin-Jallieu en seconde division en 1965 avant de terminer sa carrière à Vienne en 1970.
Il fut parfois critiqué pour un certain individualisme, notamment par Jean Prat, malgré un éloquent palmarès. Mais son côté fantasque en fit un joueur unique, très rapide, au sûr coup de pied. 
En 1958, il se fractura une jambe en match amical, ce qui l'empêcha de partir en tournée pour l'Afrique du Sud.

## club successifs
- US Romans Péage : 1949-1950
- CS Bourgoin-Jallieu : 1950-1956
- CS Vienne : 1956-1965
- CS Bourgoin-Jallieu : 1965-1968
- CS Vienne : 1968-1973

## Palmarès
- 34 sélections en équipe de France, de 1954 (à 20 ans, remplaçant Maurice Prat en Écosse) à 1962 (départ à seulement 29 ans): 9 à l'ouverture, et 25 au centre
- Vainqueur à 6 reprises du Tournoi des Cinq Nations, en 9 participations consécutives : dès 1954 (ex æquo avec le Pays de Galles et l'Angleterre), et 1955 (ex æquo avec le Pays de Galles), il récidiva à 4 reprises consécutives (au même titre que Michel Crauste, Alfred Roques ou Jean Dupuy, en 1959, 1960 (ex æquo avec l'Angleterre), 1961 et 1962. Il joua ainsi notamment aux côtés de Roger Martine, de Maurice Prat, puis d'André Boniface,
- Tournée en Nouvelle-Zélande en 1961